# Serranópolis de Minas
Serranópolis de Minas är en kommun i Brasilien.   Den ligger i delstaten Minas Gerais, i den östra delen av landet, 500 km öster om huvudstaden Brasília. Antalet invånare är 4 425.
Omgivningarna runt Serranópolis de Minas är huvudsakligen savann. Runt Serranópolis de Minas är det mycket glesbefolkat, med 6 invånare per kvadratkilometer.